# Iglesia de San Clemente (Gréixer)
La iglesia de Sant Climent de Gréixer está situada en la entidad de población de Grèixer perteneciente al municipio de Ger en la comarca de la Baja Cerdaña, en Cataluña (España). Forma parte de las muchas parroquias documentadas en el acta de consagración de la Catedral de Santa María de Urgel a finales del siglo X.

## Edificio
Consta de una planta rectangular con las características propias del resto de las iglesias de la zona por lo que se refiere a sus dimensiones y el grueso de  sus muros, tiene una cubierta con entramado de madera y presenta un ábside con forma rectangular probablemente debido a una reforma posterior.
La puerta es pequeña con arco de medio punto realizada con dovelas de piedra calcárea roja. En el canto tiene unos pequeños relieves esculpidos con cabezas y bolas. Las cabezas tienen las facciones parecidas a las de Adán y Eva de la iglesia de Santa María de All. En la madera de la puerta quedan restos de hierros forjados con espirales formando dibujos, propias del estilo románico.
Proveniente de esta iglesia se conserva en el Museo Nacional de Arte de Cataluña, un frontal de altar de madera policromada de finales del siglo XIII, con el Pantocrátor dentro de una mandorla y rodeado por el tetramorfos. En la parte izquierda están representados San Pedro y San Pablo y en la parte derecha San Jaime y San Andrés, una cenefa con motivos florales resigue todo su contorno.